# Branzolino
Branzolino è una frazione di Forlì, che sorge a circa 9 km dal centro cittadino nella pianura in direzione nord, verso Ravenna.

## Storia
Il nome della frazione è di etimo incerto. Esistono varie ipotesi, la prima segue una tradizione popolare che fa derivare il toponimo da una deformazione dialettale del diminutivo del termine braccio: bracciolino, brazzolino, e dunque poi branzolino. Questa interpretazione potrebbe trarre valore dalla posizione della chiesa della frazione, San Giovanni Battista, che si trova alla fine di un braccio che si dirama dalla strada principale e la cui utilità consiste in sostanza solo nel condurre alla chiesa, che si trova in una sorta di gomito di questo braccio secondario. Antonio Polloni, nello studio della Toponomastica forlivese, suggerisce una seconda possibilità, ovvero che possa derivare o da branzo, ramoscello (dunque in sostanziale legame con l'interpretazione precedente) o da branca, zampa armata di artigli. In questo caso potrebbe, in maniera figurata, indicare la presenza di una forza difensiva. C'è da dire anche che nella vicina frazione di Villafranca, esiste una villa oggi nota come Villa Ceccarelli, ma un tempo appartenuta alla nobile famiglia forlivese dei Brandolini, che avevano quindi dei possedimenti in zona e dunque il toponimo potrebbe anche rifarsi al loro cognome.
La storia della frazione non è molto ricca di dettagli. Sigismondo Marchesi riporta che il suo nome, in passato, è stato ricordato solo quattro volte. Nel 1494 serve come accampamento per i soldati nelle guerre italo-francesi. Nel 1500, per lo stesso motivo, viene utilizzato da Cesare Borgia. Nel 1584 la frazione viene citata per litigi tra le famiglie Numai e Denti circa il beneficio dell'utilizzo di alcuni terreni. Infine, nel 1636, è ricordata per le inondazioni dovute alla rottura degli argini da parte del fiume Montone.
La scuola rurale era dedicata a Primo Montanari (1897-1917), caduto sul Carso durante la Prima Guerra Mondiale. Nel 1923 viene aperta la biblioteca scolastica, dedicata a Fulcieri Paulucci de Calboli.
Nel 1944, è teatro di un eccidio nazifascista, detto eccidio di Branzolino, nel quale vengono uccisi alcuni attivisti antifascisti, Secondo Cervetti, Ferdinando Dell'Amore, Ivo Gamberini, Giovanni Golfarelli. I quattro erano operai della fabbrica Orsi Mangelli, sospettati di attività partigiana.
Anche nell'alluvione del 2023 il quartiere ha subito dei danni causati dall'esondazione del Canale Emiliano Romagnolo.

## Luoghi d'interesse

### Chiesa parrocchiale di Branzolino
La chiesa parrocchiale di Branzolino è dedicata a San Giovanni Battista. Non esistono molte notizie a riguardo delle sue origini. La chiesa è andata incontro a vari rimaneggiamenti nel corso del tempo, che ne hanno determinato l'assetto attuale, con una facciata settecentesca e un campanile ricostruito nel Secondo Dopoguerra. Altri lavori sono stati necessari a causa del deterioramento del tetto.

### Monumento ai caduti di tutte le guerre

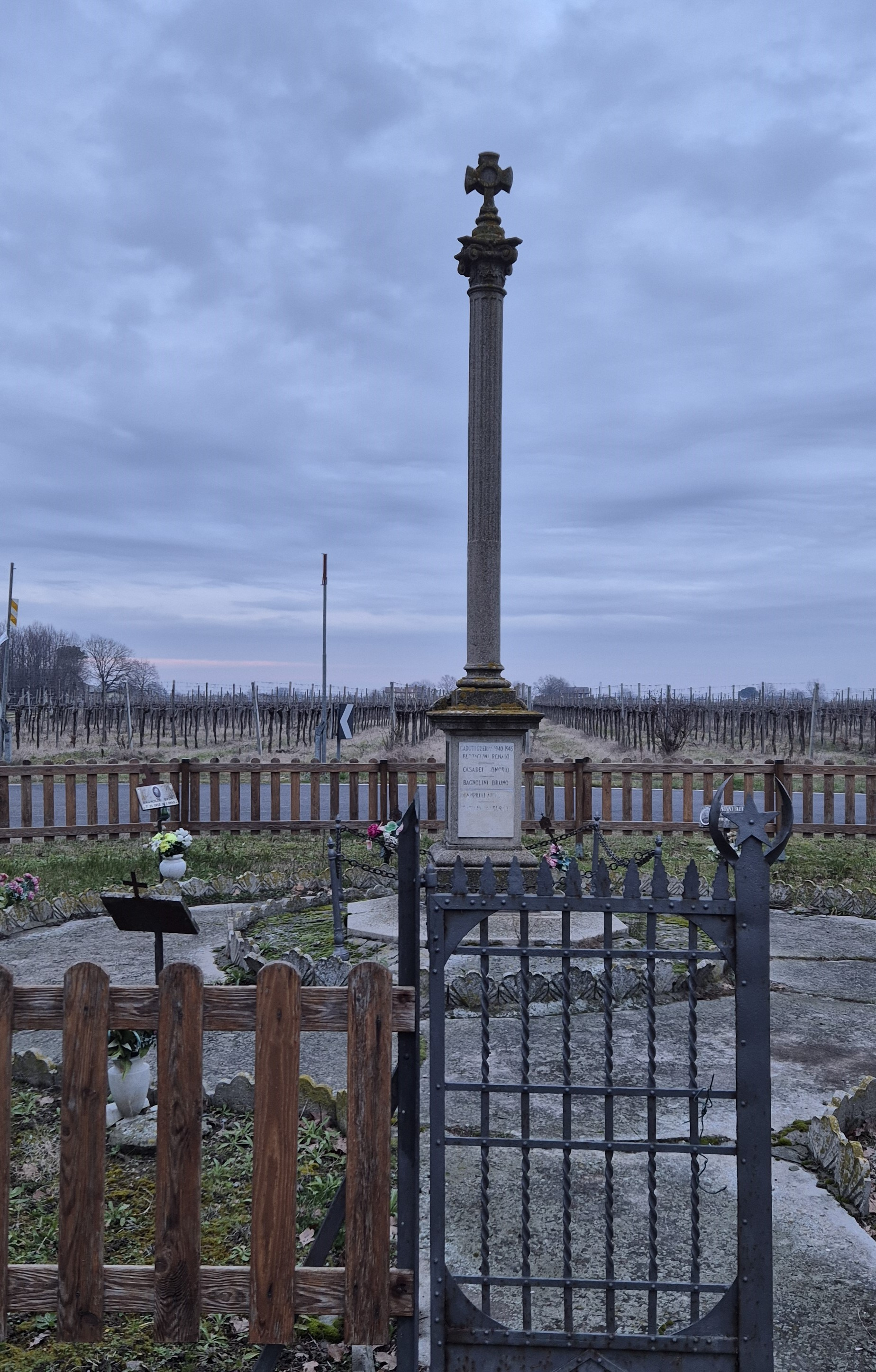
Branzolino (Forlì), Monumento ai Caduti di tutte le guerre

Il Monumento ai caduti di tutte le guerre si trova di fronte alla chiesa parrocchiale, in via Primo Montanari 20. Si tratta di un'alta colonna in pietra sormontata da un capitello con sopra una croce. La base ha una lapide con la dedica ai caduti della Grande Guerra (a cui esclusivamente all'inizio era dedicato) e un'altra con aggiunto il ricordo dei morti della Seconda guerra mondiale. Intorno al monumento si trovano in cerchio i nomi e in alcuni casi le foto dei caduti.